# チーモンチョーチュウ
チーモンチョーチュウは、吉本興業（東京本社）所属のお笑いコンビ。2001年5月結成。NSC大阪校23期生。略称は、チーモン。東京よしもと開催のAGE AGE LIVEでAageやBageの境があった約2年間、唯一Aage滞在率100％だった。

## メンバー
白井 鉄也（しらい てつや、1981年5月9日（44歳） -）
ボケ担当。
千葉県印旛郡酒々井町出身。身長175cm、血液型B型。
『家、ついて行ってイイですか?』（テレビ東京）へ出演時、個性的な自室を紹介した。

菊地 浩輔（きくち こうすけ、1981年6月23日（44歳） -）
ツッコミ担当。
千葉県千葉市若葉区出身。身長163cm、血液型O型。吉本坂46・2期生。既婚。

## 来歴
- 千葉県立佐倉南高等学校の同級生として2人は出会い、白井は親に「高校卒業後、アメリカの牧場で働け」と言われていた。それを嫌がった白井は菊地を吉本に誘い、その頃の菊地は心理学を学ぶため大学進学を目指していたが受験の際に白井との約束を守るため、答案用紙を白紙のままで提出していた
- コンビ名は、白井の中学時代の友人がテレビゲーム『バーチャファイター』に登場する技である裡門頂肘（りもんちょうちゅう）を「ちーもんちょうちゅう」と読み間違えたことが由来。なお、コンビ名を間違えられるのも多く（ヨシモト∞での表記が「チーモンチョウチュウ」、ルミネtheよしもとの初舞台に「デーモンチョーチュウ」など）、吉本からは幾度となく「コンビ名を変えろ」と指図されるも頑なに断り続けてきた[1]。

## ネタ
- 漫才とコント両方を演じる。ハイトーンボイスでふわふわした白井の口調を活かした脱力系の芸風で、ネタ作りは2人で行なっている。
- 漫才の中で代表的なネタに「3文字ゲーム」というネタがあり、シチュエーションに合わせて3文字でのみネタを進めていく。『爆笑オンエアバトル』（NHK総合）では2006年6月9日放送回でこのネタを披露、自己最高となる473KBを記録した。
- コントでは「ファーストフード店」 「コンビニ」等があり、どちらも日常の中で流れる音楽(フライドポテトの上がる音、コンビニの入店音)がとても長く鳴り、ほかの楽器などが入ってくるという流れである。
- 「鶴の恩返し」「白雪姫」など、童話をネタにした漫才もある。

## 賞レースでの戦績

### M-1グランプリ
| 年度   | 成績         | 会場                | 日時           | 備考     |
| ------ | ------------ | ------------------- | -------------- | -------- |
| 2005年 | 準決勝進出   | ルミネtheよしもと   | 2005年12月10日 |          |
| 2006年 | 準決勝進出   | ルミネtheよしもと   | 2006年12月9日  |          |
| 2007年 | 準決勝進出   | ルミネtheよしもと   | 2007年12月8日  |          |
| 2008年 | 準決勝進出   | メルパルクホール    | 2008年12月7日  |          |
| 2009年 | 準決勝進出   | ルミネtheよしもと   | 2009年12月6日  |          |
| 2010年 | 準決勝進出   | 両国国技館          | 2010年12月12日 |          |
| 2015年 | 準決勝進出   | EX THEATER ROPPONGI | 2015年12月6日  | 予選25位 |
| 2016年 | 準々決勝進出 | NEW PIER HALL       | 2016年11月6日  |          |

### THE MANZAI
| 年度   | 成績                     | 備考                                 |
| ------ | ------------------------ | ------------------------------------ |
| 2012年 | 本戦サーキット12位       | 認定漫才師、ワイルドカード決定戦進出 |
| 2013年 | 決勝進出（Aグループ3位） | 認定漫才師、本戦サーキット7位        |
| 2014年 | 本戦サーキット19位       | 認定漫才師、ワイルドカード決定戦進出 |

## 出演番組

### テレビ番組

#### 過去に出演した番組
- 爆笑オンエアバトル（NHK総合）戦績12勝2敗[9] 最高473KB

オーバー500とトップ通過は一度も達成していない。なお、10勝以上の芸人でこの両方を経験せずにチャンピオン大会への出場経験があるのは彼らを含め、星野卓也／パペットマペット／バナナマン／エレファントジョン（現在は解散）の5組のみ。
彼らの最高KBである473KBは通常大会で二度達成（2006年6月9日放送回で3位通過と、2007年11月2日放送回で2位通過）するも、上述の通りどちらもトップ通過には届かなかった。2007年11月2日放送回ではNON STYLEが481KBでトップ通過を果たしているため、あとボールが2個入っていれば同点でトップ通過であった。
主に漫才をやっていたが、2007年1月19日放送回ではコントを披露。結果は449KBでオンエアを獲得した。
- 第9回チャンピオン大会 セミファイナル10位敗退
- キャナガワ（テレビ神奈川）「しりとりんごちゃん」「恋するキャニカミ」などのコーナーに出演。
- ワイ!ワイ!ワイ!（ヨシモトファンダンゴTV、2004年10月 - 2005年11月）木曜日アシスタント
- 爆笑レッドカーペット（フジテレビ）キャッチコピーは「いろいろ修行中」→「ハマっちゃう人 急増中」
- 爆笑ピンクカーペット（フジテレビ）キャッチコピーは「いろいろ修行中」→「ハマっちゃう人 急増中」
- Wii Fitでダレがイチバン燃焼できるか対決!!（みんなのニンテンドーチャンネル）
- 本番で〜す!（テレビ東京）
- ニューカマーズ（フジテレビ）
- 所さんの学校では教えてくれないそこんトコロ!（テレビ東京）
- クギづけ 投稿動画ハイスクール（日本テレビ）
- エンタの天使（日本テレビ）キャッチコピーは「三文字ゲームの達人」
- 笑いの万博（日本テレビ）
- 『ぷっ』すま（テレビ朝日）
- スクール革命!（日本テレビ）
- 笑う妖精（テレビ朝日）菊地のみ
- U・LA・LA@7（TOKYO MX） - 『よしもとうららちゃん』コーナー
- A×A ダブルエー（テレビ東京）
- フットンダ（中京テレビ）
- あらびき団（TBSテレビ）
- お笑いさぁ〜ん（日本テレビ） - 『おつなぎさぁ〜ん』コーナー
- オールザッツ漫才2010（毎日放送）
- 板尾ロマン（テレビ東京）
- ハッピーMusic（日本テレビ）
- あるあるYYテレビ（TVQ九州放送） - 隔週木曜レギュラー、2012年12月まで毎週木曜
- 一休さん2（フジテレビ、2013年5月5日）
- おはスタ （テレビ東京） （2018年10月 - 2019年3月）白井のみ、シラゲー伯爵として[12]

#### ラジオ番組
- チーモンチョーチュウの「るんるんラジオ」（アール・エフ・ラジオ日本）2013年3月26日で終了

## 雑誌
- お笑いポポロ 2008年5月号 Vol.23
- お笑いポポロ 2008年11月号 Vol.25
- お笑いポポロ 2009年2月号 Vol.26
- お笑いポポロ 2009年8月号 Vol.28
- お笑いTV LIFE Vol.4
- お笑いTV LIFE Vol.5

## 単独ライブ
- 2005年3月20日 『こたろう』（渋谷シアターD）
- 2005年8月10日 『犬千代』（新宿シアターモリエール）
- 2006年2月8日 『乱丸』（新宿シアターモリエール）
- 2006年4月8日 『TALK』（渋谷シアターD）トークライブ
- 2007年2月17日 『チーモンチョーチュウ単独ライブ〜桃丸〜』（シアターモリエール）
- 2007年8月29日 『チーモンチョーチュウ単独ライブ〜太郎〜』（シアターサンモール）
- 2008年2月22日 『弁丸』（新宿シアターモリエール）
- 2008年8月8日 『梵天丸』（北沢タウンホール）
- 2009年3月11日 『又太郎』（北沢タウンホール）
- 2009年9月10日 『小次郎』（ヤクルトホール）
- 2009年2月28日 『松寿丸』（草月ホール）
- 2010年4月12日 『DVD収録ライブ・THE BEST』（博品館劇場）
- 2010年8月6日 『夜叉丸』（よみうりホール）
- 2011年3月30日 『DVD収録ライブ』（博品館劇場）
- 2015年5月9日 『チーモンチョーチュウ祭2015』（大宮ラクーンよしもと劇場）

## 舞台
神保町花月
- 「THE MOMO-TARO」2007年7月18日 - 7月27日
- 「タイムリミット」2007年10月16日 - 10月21日
- 「東北ラブストーリー 〜ラブ・レターは突然に〜」2008年1月22日 - 1月27日 主演
- 「Lady In The Box」2008年4月1日 - 4月6日
- 「心」2008年7月8日 - 7月10日
- 「かくれんぼ」2008年9月17日 - 9月21日 主演
- 「ほらね。〜彼女が使う魔法のコトバ〜」2009年1月20日 - 1月25日 主演
- 「悪戦と苦闘の間で」2009年4月1日 - 4月6日
- 「オスメス」2009年9月30日 - 10月5日　主演
- 「kisskisskiss2010」2010年1月6日 - 1月10日
- 「あのロックスターはギターが弾けなかった…」2010年4月21日 - 4月27日
- 「アルセーヌ・ルパン対シャーロック・ホームズ～青いダイヤモンド～」2018年12月13日‐12月16日
- ｢アルセーヌ・ルパン対シャーロック・ホームズ～黄金のキメラ～」2019年3月15日-3月17日
- 「オシャレ紳士のオクトーバーフェスト-とある道化師達の夜-」2019年10月16日-25日

LIVE STAND
- 2010年 CONA-MON STAGE初出演

キャッチコピー　「不思議の国の漫才職人」